# IC 4559
IC 4559 — галактика типу C (компактна галактика) у сузір'ї Змія.
Цей об'єкт міститься в оригінальній редакції індексного каталогу.